# جوليان غينز
جوليان غينز (بالإنجليزية: Julian Gaines)‏ هو لاعب كرة قدم أمريكي في مركز الهجوم، ولد في 5 نوفمبر 2002 في أوستن في الولايات المتحدة. لعب مع اوستين بولد.